# The Trench - La trincea
The Trench - La trincea (The Trench) è un film del 1999 diretto da William Boyd.
Narra le 48 ore precedenti la catastrofica battaglia della Somme avvenuta nel luglio del 1916. Quella della Somme fu una delle più grandi battaglie della prima guerra mondiale, con più di un milione fra morti, feriti e dispersi. Gli eserciti britannico e francese tentarono di spezzare le linee tedesche lungo un fronte di 40 chilometri a nord e a sud del fiume Somme nella Francia settentrionale.
La battaglia viene soprattutto ricordata per il suo primo giorno, il 1º luglio 1916, giorno in cui i britannici contarono 57 470 perdite, di cui 19 240 morti: la giornata più sanguinosa nella storia dell'esercito britannico.

## Trama
Il 29 giugno 1916 un gruppo di giovani soldati sta guardando alcune fotografie osé mentre aspetta di sapere quando sarebbe iniziato l'assalto alla trincea tedesca sulla collina di fronte a loro. Il sergente Winter, intanto, che conosceva il momento esatto dell'assalto ma non l'aveva rivelato ai suoi commilitoni, viene a sapere da un ufficiale che l'ordine è stato rimandato al 1º luglio. Il sergente preferisce non avvisare i soldati e, la mattina dopo, ordina a tutti di mettersi in posizione di attacco, quando improvvisamente ordina di sciogliere la formazione. In questo momento di confusione, il fratello di McFarlane, durante una scommessa, viene ferito gravemente alla guancia destra da un tiratore scelto tedesco e portato in infermeria sotto gli occhi scioccati del fratello.
Intanto le fotografie osé vengono rubate da qualcuno e questo crea scompiglio tra i soldati. Winter riporta l'ordine avvertendo dell'arrivo del colonnello. Questo arriva tra i soldati e spiega la situazione cercando di fare coraggio ai soldati. Dopo il discorso, il soldato Daventry si lascia sfuggire un commento contro il colonnello e viene rimproverato da Winter: se avesse rifatto una cosa simile, l'avrebbe pagata cara.
Macfarlane parla a Daventry di un colpo di fulmine che ha provato con una ragazza, Maria, durante una licenza, finché la loro conversazione non viene interrotta da una granata nemica che esplode nelle vicinanze. McFarlane viene mandato dal sergente Winter a chiamare alcuni commilitoni autorizzati al rancio. Quando McFarlane arriva da questi, scopre che la granata tedesca che insieme a Daventry aveva sentito esplodere li ha uccisi tutti quanti sventrandoli brutalmente. Daventry, come tutti gli altri, rimane scioccato e nella trincea torna la paura che, per un po', era tenuta sotto controllo dagli scherzi tra i giovani. Winter, intanto, prende da una parte Billy e lo aggiorna sul fratello Eddie: nonostante la brutta ferita che ha portato ripercussioni sul suo modo di parlare, sta bene e si trova nelle retrovie al sicuro. Nella stessa notte, Winter e il soldato Beckwith escono allo scoperto e vanno a ispezionare quello che sembra un tunnel tedesco scavato vicino alla trincea inglese. Dopo poco più di un quarto d'ora, da fuori la trincea si iniziano a sentire spari e urla tedesche. All'improvviso, Winter e Beckwith tornano indietro con un soldato tedesco prigioniero. È la prima volta che i giovani soldati vedono il nemico: trema e ha paura. Il tedesco viene allontanato e Winter, sovrappensiero, entra nella sua porzione a mangiare la marmellata di fragole della moglie.
Alle 5:45 del 1º luglio, Winter viene a sapere che l'assalto sarà alle 7:30 e i suoi soldati, destinati alla terza ondata, in realtà andranno insieme alla prima ondata. Winter, consapevole della scarsa preparazione dei suoi uomini a tale missione, decide così di far bere i soldati per prepararli a ciò che li aspetta. Il soldato incaricato di portare il rum ai soldati, però, in preda al panico per l'imminente attacco, se lo scola tutto. Dopo aver punito il soldato, WInter chiede al tenente di dare ai soldati il suo whisky privato. Nonostante inizialmente declini la richiesta, alla fine il tenente, con un gesto altruista, dà a tutti i soldati il suo whisky personale.
Alle 7:30 tutti sono in posizione. McFarlane guarda la foto della ragazza un'ultima volta. Al suono dei fischietti, i soldati escono dalla trincea. Appena uscito dalla trincea, Winter viene ucciso. McFarlane, rimasto nella trincea, viene esortato a uscire dal maggiore che gli punta la sua Webley. Uscito dalla trincea, McFarlane si mette in linea con gli altri soldati per rimanere alla fine ucciso da un colpo di una mitragliatrice tedesca.

## Uscite internazionali
- Uscita nel Regno Unito: 17 settembre 1999
- Uscita a Malta: 27 ottobre 1999
- Uscita in Francia: 9 aprile 2000
- Uscita negli USA: 22 novembre 2000
- Uscita in Islanda: 6 febbraio 2001
- Uscita in Ungheria: 3 luglio 2001

### Distribuzione in Italia
Il film non è passato dalle sale cinematografiche. Il film è stato distribuito in DVD per il mercato italiano il 18 febbraio 2009 da EXA Cinema.

## Riconoscimenti
- British Independent Film Award
  - Candidatura al premio per il miglior attore Daniel Craig
  - Candidatura al premio Best Achievement in Production.